# C/2008 Y18
C/2008 Y18 (SOHO) – kometa jednopojawieniowa odkryta na zdjęciach SOHO przez Michała Kusiaka. Została odkryta 25 grudnia 2008 roku. Należy do grupy komet Kreutza.